# Casa a la plaça Major, 2 bis (Roda de Ter)
Casa a la plaça Major, 2 bis és una obra modernista de Roda de Ter (Osona) inclosa a l'Inventari del Patrimoni Arquitectònic de Catalunya.

## Descripció
Casa entre mitgeres de planta baixa i dos pisos. La façana principal està organitzada en tres eixos verticals. Al primer pis s'obre un balcó corregut de tres obertures, al segon pis s'hi obren dos balcons i una finestra al mig. Les finestres petites i apaïsades de sota teulada corresponen a un espai de ventilació o golfes. Totes les obertures, excepte les de sota teulada, estan decorades amb baixos relleus de formes vegetals a la part superior. La planta baixa ha estat transformada amb obertures de diferent mida, molt recentment. La façana acaba amb rajoles de ceràmica vidriada.

## Història
Les cases del nucli antic de Roda parteixen d'una estructura molt simple de dues parets unides per un embigat, que evoluciona a partir del segle xvi, cap a un habitatge de planta baixa i dos pisos. Durant el segle XX moltes de les cases són modificades, però conserven l'estructura original.